# Самойлович, Олег Сергеевич
Олег Сергеевич Самойлович (11 апреля 1926, Калуга — 3 октября 1999, Москва) — советский и российский авиаконструктор, заслуженный деятель науки и техники РСФСР, лауреат Ленинской премии и премии Совета Министров СССР, доктор технических наук, профессор.

## Биография

### Ранние годы
Родился 11 апреля 1926 года (по другим данным — 1925 года)в семье преподавателя русского языка и литературы Сергея Ивановича Самойловича.
Отец (Сергей Иванович Самойлович) дружил с К. Э. Циолковским и написал о нём две книги. Оба деда Олега Самойловича были священниками, признанными «лишенцами».

### Участие в Великой Отечественной войне
В период Великой Отечественной войны с мая 1944 года Самойлович воевал в составе 119-й лёгкой артиллерийской бригады 3-й гвардейской танковой армии. Войну закончил в Праге.

### После войны
После окончания войны до 1950 года служил в Австрии и Германии.
С отличием окончил Московский авиационный институт (МАИ) и в период с 1957 по 1985 годы работал в ОКБ П. О. Сухого (с 1961 года — ведущий конструктор, с 1981 года — заместитель генерального конструктора). Участвовал в разработке самолётов Т-37 (первоначально назывался Т-3А, проект завершен не был), Т-4, Су-24, Су-25, Су-27.
Будучи заместителем начальника бригады общих видов ОКБ П. О. Сухого, Самойлович инициативно (на свой страх и риск) приступил к проработке перспективного самолёта поля боя (позднее он стал известен как Су-25).
Самойлович был инициатором внедрения методов и систем автоматизированного проектирования (САПР) в отечественном авиастроении. Под его руководством и при большом личном участии в ОКБ П. О. Сухого были созданы имитационные модели воздушного боя, решён ряд задач выбора геометрических характеристик самолётов, разработана система автоматизированного весового контроля, аэродинамические и иные программы для САПР. В 1988 году он защитил диссертацию на соискание учёной степени кандидата технических наук по тематике конструирования летательных аппаратов с применением средств вычислительной техники.
С 1985 по 1993 год работал заместителем главного конструктора ММЗ им. А. И. Микояна по САПР.
Самойлович с 1980 года преподавал в МАИ, с 1988 по 1997 годы он заведовал кафедрой конструкции и проектирования самолётов.

### Смерть
Олег Сергеевич Самойлович умер 3 октября 1999 года в Москве. Он похоронен на Ваганьковском кладбище.

## Награды и звания
- Заслуженный деятель науки Российской Федерации (1995)[15]
- Ленинская премия (1976)[12]
- Премия Совета Министров СССР (1981)[12]
- Орден Октябрьской Революции[12]
- Орден Отечественной войны II степени (1985)[4]
- Орден Трудового Красного Знамени[12]
- Орден Красной Звезды (1945)[4][16]
- Орден «Знак Почёта»[12]
- Медаль «За победу над Германией в Великой Отечественной войне 1941—1945 гг.» (1945)[4]
- Медаль «За освобождение Праги»[4]
- Медаль «За взятие Берлина»[4]

## Память
- В 2006 году МАИ был организован и проведён Всероссийский открытый конкурс, посвященный 80-летию О. С. Самойловича, по результатам которого опубликован сборник статей студентов, молодых ученых и инженеров[17]